# Daniel Diges
Daniel Diges García (Alcalá de Henares, 17 gennaio 1981) è un cantante, attore e conduttore televisivo spagnolo.

## Biografia
Dopo gli esordi come attore teatrale, nel 1999 Diges ottenne il ruolo di Gato nella serie televisiva Nada es para siempre e poi dal 2001 al 2003 fu uno dei conduttori del programma per bambini Club Megatrix. Successivamente prese parte ad alcune fiction e fu il protagonista del telefilm Max clan.
Tornato a teatro, si dedicò ad alcuni musical come We Will Rock You, High School Musical - Lo spettacolo e Mamma Mia!.
Nel 2010 venne scelto per rappresentare la Spagna all'Eurovision Song Contest 2010; Diges presentò il valzer Algo pequeñito, con il quale raggiunse il quindicesimo posto nella classifica finale. Durante la finale, la sua performance fu disturbata da Jimmy Jump, per questo l'EBU gli concesse di cantare di nuovo alla fine delle esibizioni. In concomitanza con la partecipazione all'ESC, Diges firmò un contratto con la Warner Music España e pubblicò il suo primo disco da interprete intitolato Daniel Diges. Due anni dopo pubblicò il suo secondo album, ¿Dónde estabas tú en los 70?, nel quale reinterpretava alcuni grandi successi degli anni settanta.
Sempre nel 2012 prese parte come concorrente alla trasmissione Tu cara me suena, la versione spagnola di Tale e quale show. Al termine delle sedici puntate, Diges si classificò secondo.
Nel 2014 pubblicò il suo terzo album in studio, Quiero, dal quale fu estratto il singolo Te llevas mi amor.

## Filmografia

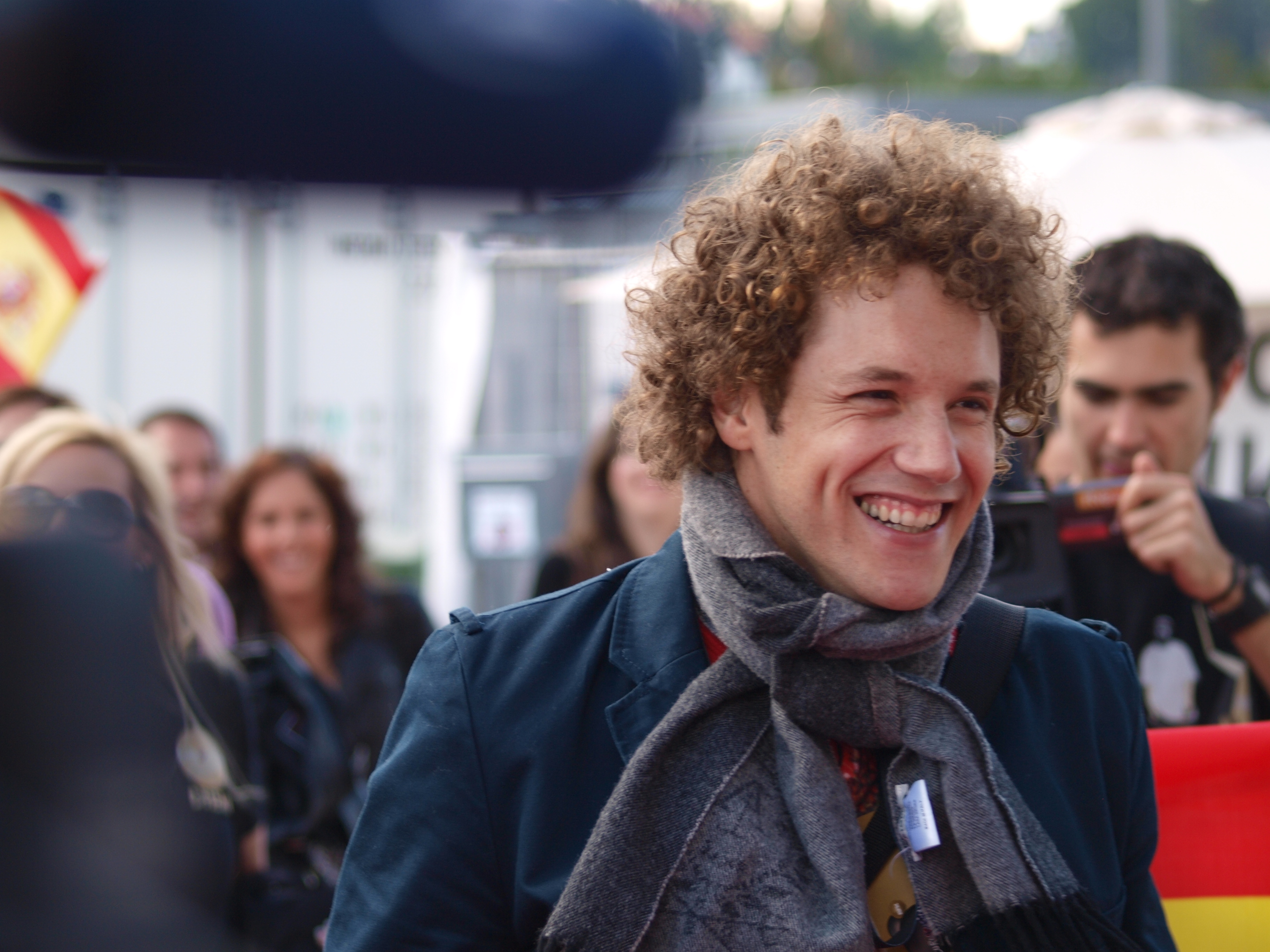
Daniel Diges

### Televisione
- Nada es para siempre (1999-2000) - Ruolo: Gato
- Club Megatrix (2001-2003) - Conduttore
- Hospital central (2002) - Ruolo: Pedro Sanz
- Ana y los 7 (2003) - Ruolo: David giovane
- Max clan (2003-2004) - Ruolo: Max
- Aquí no hay quien viva (2005) - Ruolo: Marcos
- Agitación + IVA (2005)
- Tu cara me suena (2012) - Concorrente

## Discografia
- Daniel Diges, 2010
- ¿Dónde estabas tú en los 70?, 2012
- Quiero, 2014